# Joure
Joure (en frison : De Jouwer) est une ville et le chef-lieu de la commune néerlandaise de De Fryske Marren, située dans la province de Frise.

## Géographie
Située dans le sud-ouest de la province de Frise, la ville de Joure se trouve à mi-chemin entre Sneek au nord-ouest et Heerenveen à l'est.

## Histoire
Joure fait partie de la commune d'Haskerland avant 1984, date à laquelle elle est intégrée dans la nouvelle commune de Skarsterlân, dont elle est le chef-lieu. le 1er janvier 2014, Skarsterlân fusionne avec Gaasterlân-Sleat et Lemsterland pour former la nouvelle commune de De Friese Meren, devenue De Fryske Marren en 2015, dont Joure est le chef-lieu.

## Population et société

### Démographie
Au 1er janvier 2018, Joure comptait 13 070 habitants.

## Personnalités liées à Joure
- Johannes Bernardus van Loenen (1739-1810), pasteur du village et député aux États généraux et à l'Assemblée nationale batave.